# Bayerisches Bier
Bayerisches Bier ist ein Erzeugnis mit geschützter Herkunftsbezeichnung. Es ist seit 2001 als geschützte geografische Angabe (g.g.A.) gemäß der Verordnung (EG) 1151/2012 bei der Europäischen Union eingetragen.
Auf Antrag des Bayerischen Brauerbundes meldete die deutsche Bundesregierung am 20. Januar 1994 die Bezeichnung „Bayerisches Bier“ zur Eintragung in das von der Europäischen Kommission geführte Verzeichnis der geschützten Ursprungsbezeichnungen und der geschützten geographischen Angaben an. Mit der Verordnung (EG) Nr. 1347/2001 des Rates vom 28. Juni 2001 wurde die Bezeichnung „Bayerisches Bier“ als geschützte geographische Angabe (g. g. A.) eingetragen.
Bei der Bezeichnung „Bayerisches Bier“ handelt es sich außerdem um eine geografische Herkunftsangabe i. S. von § 126 Abs. 1 MarkenG. Aus der Sicht eines normal informierten, angemessen aufmerksamen und verständigen Durchschnittsverbrauchers wird die Bezeichnung „Bayerisches Bier“, die in adjektivischer Form auf das Land Bayern Bezug nimmt im geschäftlichen Verkehr in der Bundesrepublik Deutschland zur Kennzeichnung der geografischen Herkunft von Waren, nämlich von Bier, das aus Bayern stammt, benutzt, nicht lediglich als Synonym für Bier, das unabhängig von der Produktionsstätte nach dem deutschlandweit geltenden Reinheitsgebot gebraut worden ist.